# ویلیام تامپسون هاول
ویلیام تامپسون هاول (انگلیسی: William Thompson Howell; ۸ ژوئیهٔ ۱۸۱۰ – ۳ آوریل ۱۸۷۰) قاضی، و سیاستمدار اهل ایالات متحده آمریکا بود. بخش اعظم زندگی حرفه‌ای او در میشیگان سپری شد، جایی که او مناصب مختلف ایالتی را داشت. هاول همچنین به عنوان یک قاضی در قلمرو تازه تأسیس آریزونا خدمت کرد، جایی که او نویسنده اصلی اولین کد قانونی این قلمرو، کد هاول بود.

## کد هاول
فرماندار گودوین در سخنرانی خود خطاب به مجلس قانونگذاری منطقه ای آریزونا، خواستار ایجاد یک کد قانونی جدید برای جایگزینی قوانینی شد که آریزونا از قلمرو نیومکزیکو به ارث برده بود.[۱۴] قانونگذار به فرماندار اجازه داد تا یک کمیسر برای ایجاد کد احتمالی تعیین کند و گودوین هاول را به عنوان کمیسر انتخاب کرد. علیرغم اینکه قاضی قبلاً قلمرو را ترک کرده بود، کد وی دو روز پس از انتصاب وی به عنوان کمیسر برای بررسی به قوه مقننه ارائه شد. «کد هاول» پس از بحث‌های قابل توجه و برخی اصلاحات توسط جلسه قانونگذاری تصویب شد.[۱۵] ریچارد سی مک کورمیک، وزیر منطقه ای، مشاهده کرد که این کد به شدت تحت تأثیر کدهای قانونی کالیفرنیا و نیویورک است.